# Diocesi di Caxito
La diocesi di Caxito (in latino Dioecesis Caxitonensis) è una sede della Chiesa cattolica in Angola suffraganea dell'arcidiocesi di Luanda. Nel 2023 contava 516.000 battezzati su 1.531.000 abitanti. È retta dal vescovo Maurício Agostinho Camuto, C.S.Sp.

## Territorio
La diocesi è situata nella provincia del Bengo, che si trova nella parte nord-occidentale dell'Angola. Comprende i seguenti comuni: il capoluogo provinciale Caxito, Ambriz, Bula Atumba, Dande, Dembos, Nambuangongo, Pango-Aluquém, Cacuaco e Kikolo. Confina a nord con le diocesi di Mbanza Congo e Uije, ad est con la diocesi di Ndalatando e ad ovest con l'arcidiocesi di Luanda.
Sede vescovile è la città di Caxito, dove si trova la cattedrale di Sant'Anna.
Il territorio si estende su 25.133 km² ed è suddiviso in 19 parrocchie.

## Storia
La diocesi è stata eretta il 6 giugno 2007 con la bolla Caritas Christi di papa Benedetto XVI, ricavandone il territorio dall'arcidiocesi di Luanda.

## Cronotassi dei vescovi
Si omettono i periodi di sede vacante non superiori ai 2 anni o non storicamente accertati.
- António Francisco Jaca, S.V.D. (6 giugno 2007 - 26 marzo 2018 nominato vescovo di Benguela)[2]
  - Sede vacante (2018-2020)
- Maurício Agostinho Camuto, C.S.Sp., dal 15 giugno 2020

## Statistiche
La diocesi nel 2023 su una popolazione di 1.531.000 persone contava 516.000 battezzati, corrispondenti al 33,7% del totale.
| anno | popolazione | popolazione | popolazione | presbiteri | presbiteri | presbiteri | presbiteri                | diaconi | religiosi | religiosi | parrocchie |
| anno | battezzati  | totale      | %           | numero     | secolari   | regolari   | battezzati per presbitero | diaconi | uomini    | donne     | parrocchie |
| ---- | ----------- | ----------- | ----------- | ---------- | ---------- | ---------- | ------------------------- | ------- | --------- | --------- | ---------- |
| 2007 | 214.000     | 500.000     | 42,8        | 14         | 2          | 12         | 15.286                    |         | ?         | ?         | 6          |
| 2012 | 240.000     | 564.000     | 42,6        | 20         | 5          | 25         | 9.600                     |         | 28        | 82        | 10         |
| 2013 | 246.000     | 579.000     | 42,5        | 26         | 5          | 21         | 9.461                     |         | 25        | 85        | 10         |
| 2016 | 416.000     | 1.234.000   | 33,7        | 33         | 9          | 24         | 12.606                    |         | 35        | 81        | 12         |
| 2019 | 457.000     | 1.355.600   | 33,7        | 44         | 9          | 35         | 10.386                    | 1       | 57        | 104       | 17         |
| 2021 | 486.000     | 1.442.620   | 33,7        | 42         | 10         | 32         | 11.571                    |         | 59        | 80        | 17         |
| 2023 | 516.000     | 1.531.000   | 33,7        | 48         | 24         | 24         | 10.750                    | 1       | 58        | 20        | 19         |